# 민 아웅 흘라잉
민 아웅 흘라잉(영어: Min Aung Hlaing, 버마어: မင်းအောင်လှိုင်, 1956년 7월 3일 ~ )은 2021년 2월 2일부터 미얀마 국가통치평의회 위원장을 역임하고 있는 미얀마군 총사령관으로, 사실상 미얀마의 최고지도자로 등극했다. 그는 또한 2011년 3월부터 군 총사령관직을 맡고 있다. 민 아웅 흘라잉 미얀마 국가행정평의회 의장 겸 미얀마군 최고사령관 겸 미얀마 총리는 2021년 미얀마 쿠데타가 일어난 당시 아웅산수찌 전 미얀마 국가고문이 선출된 미얀마 정부를 전복한 뒤 전권을 장악했다. 그는 군사 통치와 계엄령을 선포하며 2011년 3월부터 2021년 2월까지 거의 10년간에 걸친 문민정권을 종결시켰다. 2010년부터 2011년까지 국방부 참모장을 역임하였다. 그는 미얀마 대통령이 의장을 맡는 국가 방위 및 안전 보장 이사회(NDSC)의 회원이다. 그는 2011년에 4성 장군으로, 2013년 5성 장군으로 진급했다.

## 어린 시절 및 경력
민 아웅 흘라잉 미얀마 연방공화국 국가행정평의회 의장 겸 미얀마 연방공화국 국군 최고사령관 겸 미얀마 연방공화국 국무총리는 1956년 7월 3일 버마 타보이(현재의 미얀마 다웨이)에서 태어났다. 그의 아버지 타웅 흘라잉은 미얀마 연방공화국 건설부의 토목 기술자 출신이다. 1972년 랑군(현재의 양곤)의 BEHS 1 라따에서 입학 시험을 통과했다. 1973년부터 1974년까지 랑군예술과학대학교에서 법학을 공부했다. 1974년 제19회 드래프트에서 국방 서비스 아카데미에 입학하여 3번째 시도의 일환으로 졸업하였다. 반 친구들에 따르면, 민 아웅 흘라잉은 과묵했고, 주목할 만한 생도였다고 한다. 그는 내성적인 성격 때문에 동급생들로부터 외면당했다고 한다.

## 쿠데타
연방단결발전당이 2020년 미얀마 연방공화국 연방의회 의원총선거에서 기록적인 대참패를 당하자 이에 불만을 품고 2021년 미얀마 쿠데타를 일으켜서 아웅산수찌 국가고문이 이끄는 민족민주연맹 내각을 실각시킨 뒤 미얀마군 출신으로 이루어진 국가통치평의회를 구성하여 권력을 장악했다. 이후 아웅산수찌를 구금하고 민족민주연맹 간부들을 구금하는 등 일련의 정치적 숙청을 시행했다. 2021년 8월 1일부터 미얀마 연방공화국 과도정부를 출범시키고 스스로를 미얀마 연방공화국의 내각총리로 임명하였다.

## 사생활
민 아웅 흘라잉은 은퇴한 강사 츄 츄 흘라와 결혼했다. 그에게는 아들 아웅 쁘예 소네와 딸 킨 티리 텟 몬을 포함한 세 명의 자녀가 있다.

## 학력
- 라따 1 고등학교 (~1972)
- 랑곤예술과학대학교 (법학 학사) (72학번)
- 국방사관학교

## 같이 보기
- 2021년 미얀마 쿠데타